# Un amore oggi
Pour plus de détails, voir Fiche technique et Distribution.
Un amore oggi est un drame psychédélique et érotique italien réalisé par Edoardo Mulargia et sorti en 1970.

## Fiche technique
- Titre original : Un amore oggi[1] (litt. « Un amour aujourd'hui »)
- Réalisation : Edoardo Mulargia
- Scénario : Edoardo Mulargia
- Photographie : Antonio Modica
- Montage : Gino Caccianti
- Musique : Gianfranco Di Stefano (it)
- Décors : Gianfrancesco Ramacci
- Production : Giorgio Marzelli
- Studio de production : Filmardis
- Pays de production :  Italie
- Langue originale : italien
- Format : couleurs - 1,85:1 - Son mono - 16 mm
- Genre : drame psychédélique et érotique
- Durée : 85 minutes
- Dates de sortie :
  - Italie : 25 février 1970

## Distribution
- Juliette Mayniel : Myra / Helena
- Gino Lavagetto : Albert
- Mirella Pamphili
- Ugo Adinolfi
- Ferruccio Fregonese